# Baudartius College
Das Baudartius College im niederländischen Zutphen ist eine protestantisch-christliche Sekundarschule mit unterschiedlichen Profilen (allgemeinbildend, berufsvorbereitend, Sportprofil, Kunstprofil). Sie ist nach dem calvinistischen Theologen Wilhelm Baudaert (latinisiert: Baudartius) benannt, der 1597 in Zutphen Prediger war und hier auch 1640 verstorben ist.